# Мунджу
Мунджу (кор. 문주왕, 文周王, Munju-wang, Munju-wang; пом. 477) — корейський ван, двадцять другий правитель держави Пекче періоду Трьох держав.

## Походження
Був старшим сином вана Керо. Зійшов на трон після смерті батька 477 року. Став першим правителем Пекче, який правив зі столиці в місті Унджін (сучасний Конджу). Столицю довелось перенести після того, як війська Когурьо підступили до головного міста Пекче, захопивши долину річки Хан.
До сходження на престол Мунджу обіймав посаду головного міністра держави. 475 року, під час вторгнення Когурьо, він саме поїхав до Сілли по військову допомогу й повернувся звідти з 10-тисячним військом, але спізнився — столицю вже було взято.

## Правління
Після перенесення столиці державне управління занурилось у хаос. Це було спричинено тим, що традиційна аристократична влада зіштовхнулась із владою місцевих кланів, які були пригнічені попередніми правителями.
Мунджу намагався зміцнити кордони та позиції Пекче в боротьбі проти Когурьо, здобувши успіх 476 року, коли було підкорено державу Тамла на острові Чеджу.
У розпал нестабільності в державі міністр оброни Пекче, генерал Хе Ку, вбив брата Мунджу Пуйо Конджі. Після того генерал фактично зосередив усю владу в своїх руках. Того ж року Мунджу був убитий агентом Хе Ку.